# Precis octavia
Precis octavia е вид пеперуда от семейство Многоцветници (Nymphalidae). Видът не е застрашен от изчезване.

## Разпространение и местообитание
Разпространен е в Ангола, Бенин, Ботсвана, Буркина Фасо, Габон, Гана, Гвинея, Демократична република Конго, Джибути, Еритрея, Етиопия, Замбия, Зимбабве, Камерун, Кения, Кот д'Ивоар, Лесото, Малави, Мозамбик, Намибия, Нигерия, Свазиленд, Сиера Леоне, Танзания, Уганда, Централноафриканска република, Южен Судан и Южна Африка.
Обитава гористи местности, хълмове, градини, ливади и савани.